# Regent Airways
Every Little Thing Counts

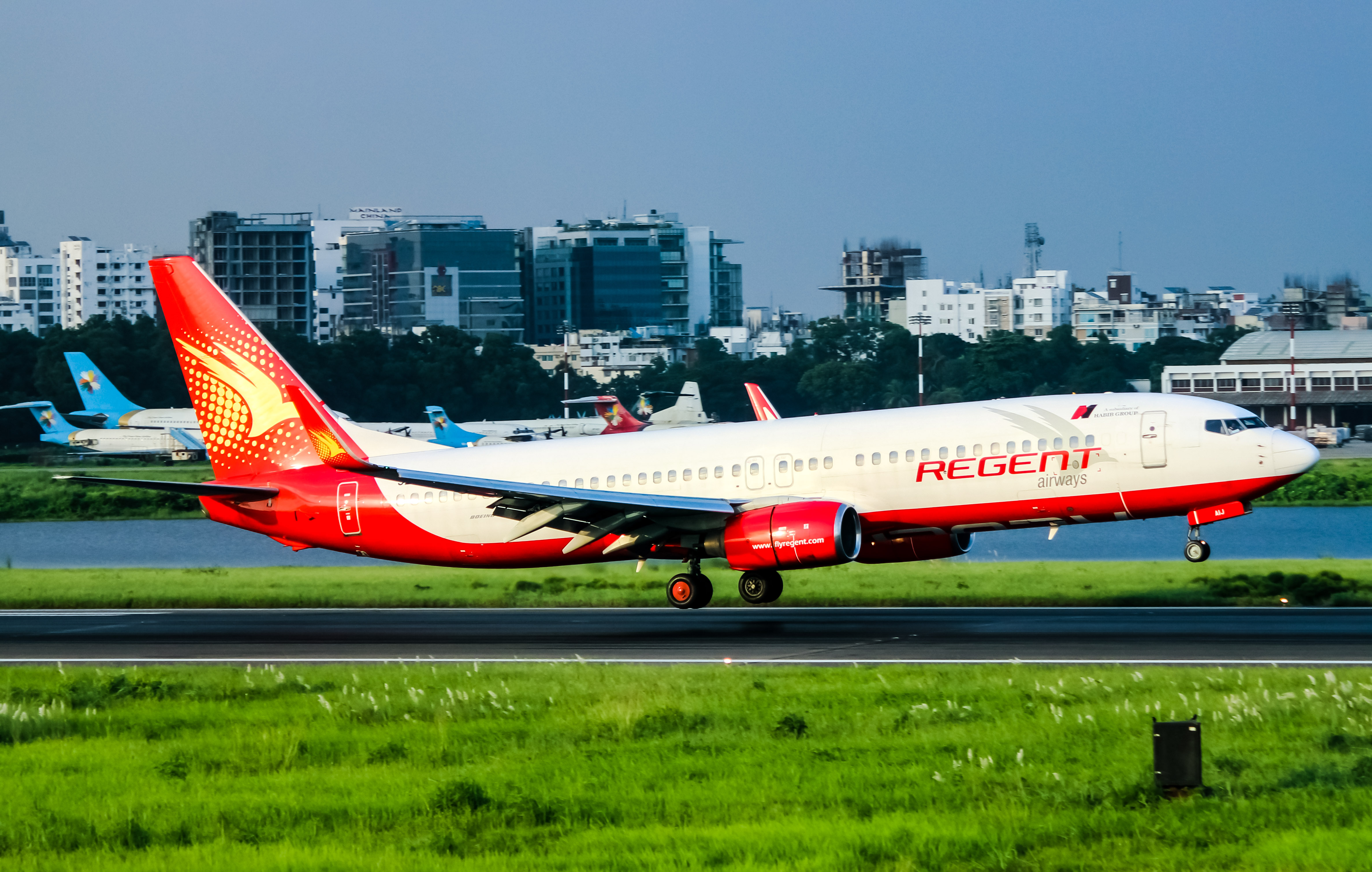
Un Boeing de Regent Airways

Regent Airways (bengali : রিজেন্ট এয়ারওয়েজ) est une compagnie aérienne bangladaise possédée par HG Aviation Ltd, une filiale du Habib Group (en). Regent Airways est basée à l'Aéroport international Shah Jalal,. Son siège est situé à Siaam Tower à Uttara (en), à Dacca.

## Histoire
Elle a été fondée en 2010, et a commencé ses opérations le 10 novembre de la même année.
Elle a étendu sa flotte avec deux Boeing 737-700 sur six ans avec l'aide de l'ILFC, et a lancé des vols internationaux en juillet 2013

## Destinations
Regent Airways propose actuellement 4 destinations internationales en plus de ses destinations domestiques. Regent commence son activité internationale en 2013 — Kuala Lumpur en juillet, Bangkok en octobre, Calcutta en octobre depuis Chittagong et depuis Dacca en novembre, et Singapour en décembre
Elle continue avec une ligne Bangkok-Chittagong le 27 avril 2014, et Katmandou en février 2015
Des lignes vers Hong Kong, Canton, Doha et Mascate sont à l'étude.
Regent Airways propose les destinations suivantes (en date de septembre 2014), :

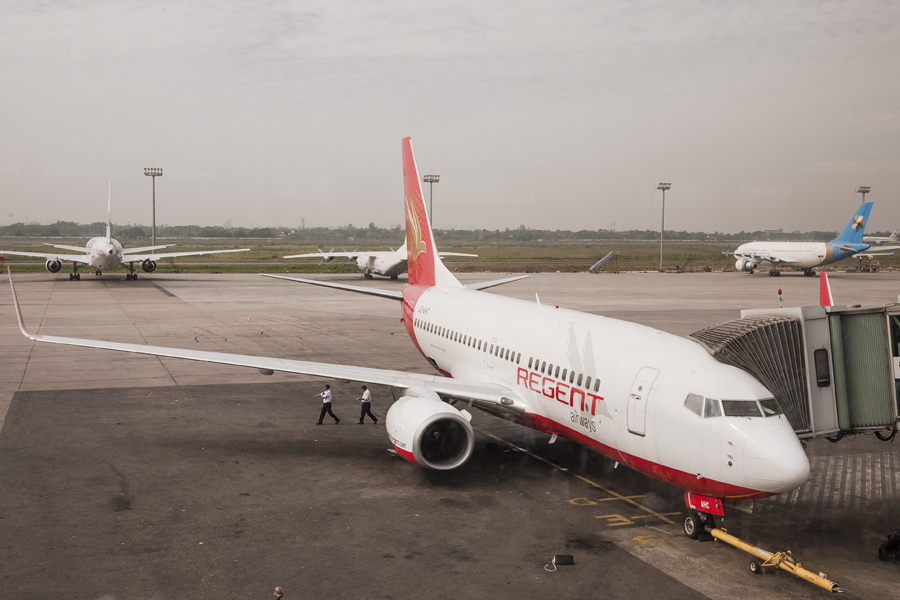
Boeing 737-700 de Regent Airways à l'Aéroport international Shah Jalal

| [Hub]            | Hub                    |
| [Hub secondaire] | Hub secondaire         |
| *                | Future destination     |
| [Terminée]       | Anciennes destinations |

## Flotte

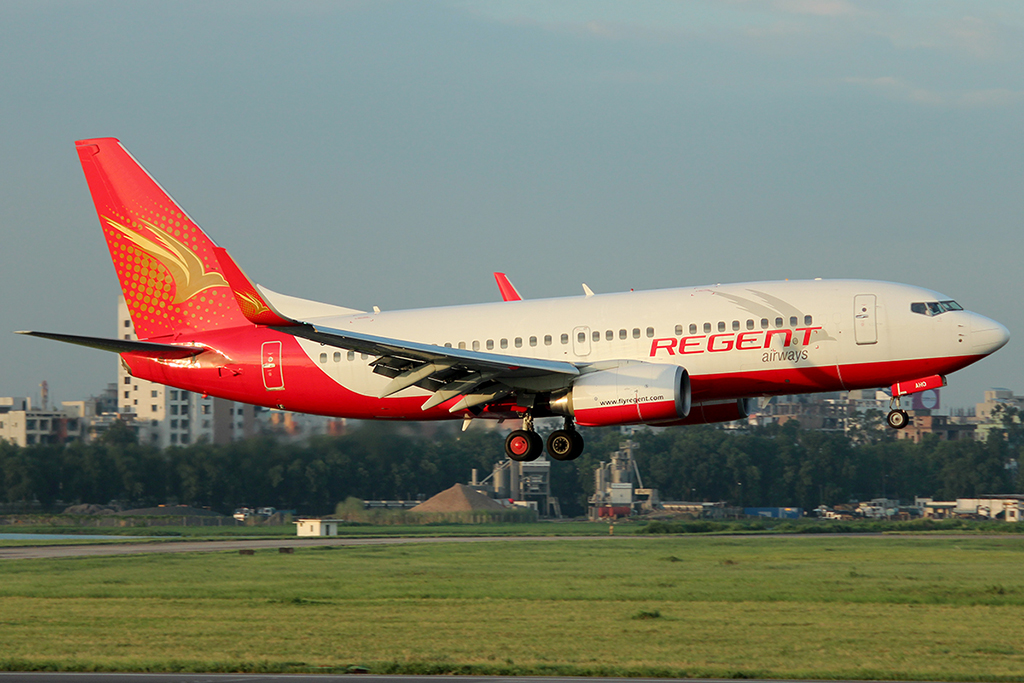
Boeing 737-700 de Regent Airways à l'atterrissage à l'aéroport international Shah Jalal.

La flotte de Regent Airways comprend les appareils suivants (en décembre 2020), :
En août 2014, l'âge moyen de la flotte était de 12 ans,.